# Вестоне
Вестоне (итал. Vestone) је насеље у Италији у округу Бреша, региону Ломбардија.
Према процени из 2011. у насељу је живело 4275 становника. Насеље се налази на надморској висини од 352 м.

## Становништво
| 1951. | 1961. | 1971. | 1981. | 1991. | 2001. | 2011. |
| ----- | ----- | ----- | ----- | ----- | ----- | ----- |
| 3.193 | 3.338 | 3.572 | 4.018 | 4.131 | 4.225 | 4.461 |